# Rue Terme
La rue Terme est une voie du quartier des pentes de la Croix-Rousse dans le 1er arrondissement de Lyon, en France.

## Situation et accès
La rue commence rue du Jardin-des-Plantes, elle est traversée par la rue du Sergent-Blandan et aboutit rue d'Algérie. La rue Sainte-Catherine commence sur cette voie tandis que la place de la Paix s'y termine. Les lignes    C13 C18 passent par cette voie mais sans arrêt de bus et bifurquent sur la rue de la Martinière.
La circulation est dans les deux sens avec un stationnement des deux côtés de la rue du Jardin-des-Plantes jusqu'à la rue Sergent-Blandan avec un stationnement cyclable disponible. De la rue Sergent-Blandan à la place de la Paix, le stationnement est d'un seul côté. De la rue Sainte-Catherine à la rue d'Algérie, on trouve un stationnement de deux-roues et une station Vélo'v,.

## Origine du nom
La rue est dédiée à Jean-François Terme (1791-1847) médecin lyonnais, maire de Lyon de 1840 à 1847 et député du Rhône de 1842 et 1847.

## Histoire
Jusqu'au XIXe siècle, la rue était constituée de deux entités, :
- la petite rue Sainte-Catherine entre la place des Carmes (actuelle rue d'Algérie) et la rue Sainte-Catherine ;
- la place Neuve-des-Carmes entre la rue Sainte-Catherine et la rue Saint-Marcel (actuelle rue du Sergent-Blandan).

La première rue devait son nom à une église placée sous le vocable de sainte Catherine d'Alexandrie où se trouvait un hospice pour les jeunes orphelines,.
La seconde rue devait son nom au monastère des Grands Carmes, situé à l'ouest de la rue.
Dans le cadre des grands travaux du préfet Vaïsse, le jardin des plantes, établi au début du XIXe siècle dans l'ancien clos des religieuses de la Déserte, est transféré en 1857 dans le nouveau parc de la Tête-d'Or. Le sud de l'ancien jardin botanique est loti et une nouvelle voie est tracée au-dessus de la place Sathonay entre la place Neuve-des-Carmes et la montée des Carmélites au carrefour avec la rue de l'Annonciade et une nouvelle voie créée à la même époque (l'actuelle rue Burdeau).
Parallèlement, la petite-rue Sainte-Catherine est élargie.
Le conseil municipal attribue le nom de Terme le 4 août 1854 aux deux voies anciennes et à la nouvelle.
En 1862, la station basse du funiculaire de la Croix-Rousse est établie dans la rue.  En 1907-1908, l'édifice en bois d'origine est remplacé par un bâtiment à colonnade qui est lui-même remplacé en 1925 par l'actuel central téléphonique Burdeau. Le funiculaire cesse son activité en 1967 et le tunnel est dédié depuis au trafic routier.

Ancienne station du funiculaire
La première station construite en 1862
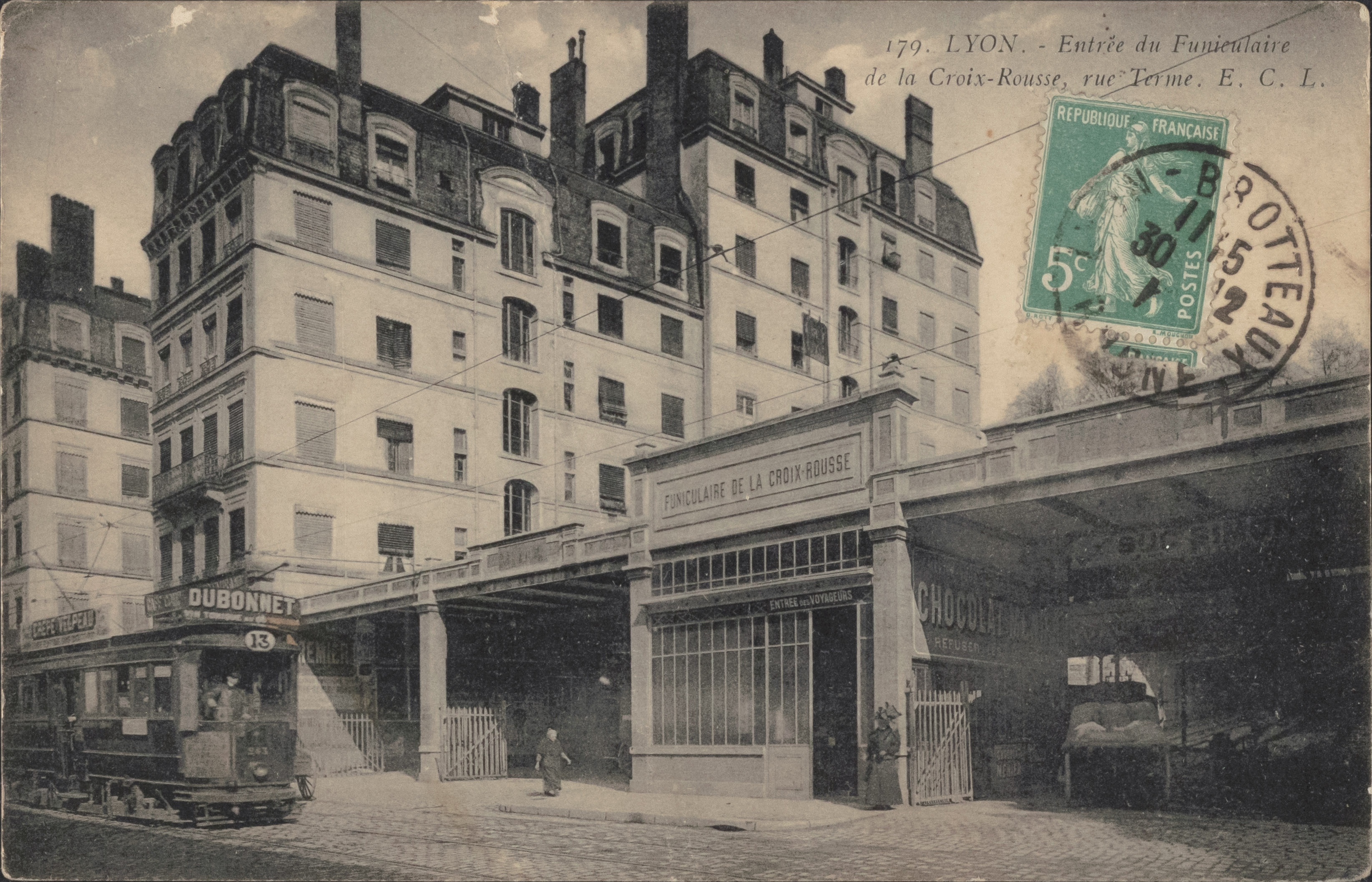
La seconde station construite en 1907-1908